# Аверроес
Абу-ль-Валід Мухаммед ібн Ахмед ібн Рушд, латинізована форма ім'я — Аверро́ес (араб. Ibn Rushd; 14 квітня 1126 — 10 грудня 1198) — ісламський середньовічний мислитель, автор праць з логіки, арістотелівської та ісламської філософії, теології, релігійного права, ісламської юриспруденції, психології, політики, географії, математики та середньовічних наук медицини, астрономії, фізики, і небесної механіки. Перипатетик, видатний представник східного арістотелізму, основоположник аверроїзму; переклади його праць на латину сприяли популяризації Арістотеля в Європі. Сучасники говорили, що Арістотель пояснив природу, а Аверроес — Арістотеля.
Аверроес народився в Кордові (нині Іспанія), і помер у Марракеші на території сучасного Марокко. Його тіло було віддане землі в його родинній гробниці в Кордові.

## Біографія
Батько Ібн Рушда був головним суддею і муфтієм Кордови. Аверроес навчався у найкращих учених свого століття і був у дружніх стосунках із знаменитим суфійським мислителем Ібн Арабі і такими вченими як: Ібн Туфайль та Ібн Зухра. При альмохадському султані Юсуфі (1163—1184) досяг вищих почесних посад і жив то в Марокко, то в Севільї або Кордові. У його спадкоємця Аль-Мансурі Аверроес знаходився спочатку у великій милості, але потім, був звинувачений заздрісниками в недотриманні вчення Корану і, потрапивши в немилість, був зміщений з посад і жив у вигнанні поблизу Кордови. Через кілька років, коли сам султан став займатися і цікавитися філософією, Аверроеса знову покликали до двору в Марокко і обсипали доказами прихильності; але незабаром після цього він помер у 1198 році.

## Твори
Перші твори Аверроеса були написані ним у 31-річному віці (1157 рік). Його роботи охоплюють ранню ісламську філософію, логіку в ісламській філософії, ісламську медицину, математику, астрономію, арабську граматику, ісламську теологію, шаріат (ісламське право) і фікг (ісламське правосуддя). Він написав щонайменше, 80 оригінальних творів, які містять 28 робіт з філософії, 20 з медицини, 8 з права, 5 з теології, 4 з граматики, і на додаток його коментарі до більшості робіт Арістотеля.
Аверроес прокоментував ряд творів Арістотеля (тому його і називали у філософії середньовіччя і відродження — «Коментатор»). Аверроес написав короткі коментарі до робіт Арістотеля з логіки, фізики та психології та написав великі коментарі до таких творів як: «Аналітика», «Про душу», «Фізика», «Про небо» і «Метафізика».
Не маючи доступу до політики Арістотеля, Аверроес заміщає це «Державою» Платона. Аверроес, після патерналістської моделі Платона, висуває авторитарний ідеал. Абсолютна монархія, на чолі з королем-філософом, створює справедливо упорядковане суспільство. Це вимагає ширшого використання примусу, хоча з найкращих переконань. Риторика, а не логіка, є підхожим шляхом до істини для звичайної людини. Знання, яке  вимагає спеціального вивчення за допомогою філософії і логіки. Риторика допомагає релігії в залученні мас.
Після коментування Платона, Аверроес приймає принцип рівності жінок. Вони повинні бути освіченими і спроможні служити в армії; найкраща серед них може завтра бути філософом або правителем. Він також вживає заходи боротьби з неліберальністю Платона, таких як цензура літератури. Він використовує приклади з арабської історії, щоб проілюструвати і відродити політичний лад.
Його найважливіша філософська робота — «Непослідовність непослідовності» (Tahafut al-tahafut), в якій він захищав філософію Арістотеля проти нападів Аль-Газалі в «Непослідовності філософів» (Tahafut al-falasifa). Аль-Газалі стверджував, що арістотелізм, особливо, як було представлено в працях Авіценни, є внутрішньо суперечливим і ображає вчення ісламу. Спростування Аверроеса було двостороннім: він стверджував, що аргументи Аль-Газалі були помилковими, і що, в кожному разі, виклад Авіценни був спотворенням справжнього арістотелізму, і що Аль-Газалі переслідував саме таку мету.
У «Міркування, що виносить рішення щодо зв'язку між релігією і філософією» (Fasl al-Maqal), Аверроес розповідає про законність філософського дослідження відповідно до ісламських законів, і що немає ніякого внутрішнього протиріччя між філософією та релігією, і, по суті, вони є різними засобами досягнення тієї ж істини. Тим не менш, він застерігає від викладання філософських методів простолюду.
Джейкоб Анатолі переклав кілька творів Аверроеса з арабської на іврит у XIII-му столітті. Багато з них були згодом перекладені з івриту на латинь Якобом Мантіно та Абрагамом де Бальмесом. Інші твори з арабської на латину переклав Майкл Скотт. Багато з робіт Ібн Рушда з логіки і метафізики були втрачені назавжди, у той час як інші, в тому числі деякі з арістотелівських коментарів, вижили тільки латиною або в перекладі на іврит, але не в арабському оригіналі. 

## Філософія

### Традиція ісламської філософії
Аверроес сприяв традиції грецької філософії в ісламському світі. Критикуючи спроби Аль-Фарабі, об'єднання ідей Платона і Арістотеля, Аверроес стверджував, що філософія Арістотеля розійшлися у важливих аспектах з філософією Платона. Аверроес відхилив неоплатонізм Авіценни, який був частково заснований на творах неоплатонічної філософії, Плотіна і Прокла, які були помилково приписані Арістотелю. 

### Система філософії

Пам'ятник Аверроесу на території університету МАУП у Києві

Аверроес намагався примирити систему арістотелівської думки з ісламом. За його словами, немає ніякого конфлікту між релігією і філософією, вони є різними способами досягнення однієї і тієї ж істини. Він вірив у вічність Всесвіту. Він також постановив, що душа розділена на дві частини, одна особистісна (індивідуальна) і друга божественна. Аверроес має два види пізнання Істини. Перший, це знання істини релігії, яке ґрунтується на вірі і, таким чином, не може бути перевірено, а також не вимагає навчання, щоб зрозуміти. Другий вид — знання істини філософії, яке було зарезервовано для небагатьох, хто мав інтелектуальні здібності, для того щоб проводити свої дослідження.

## Культурні згадки

Медична енциклопедія Аверроеса Colliget

- Образ Аверроеса фігурує в оповіданні Хорхе Луїса Борхеса, під назвою «Пошук Аверроеса», в якому він марно намагається знайти сенс слів трагедія і комедія, ніколи не бачивши театру, так само як Борхес марно намагається відтворити думки Аверроеса за скупими джерелами.
- Він коротко згадується в романі «Улісс» Джеймса Джойса.
- У своїх мемуарах переслідуваний британсько-індійський письменник Салман Рушді згадує, що його батько взяв прізвище «Рушді» на честь Аверроеса (Ібн Рушд). Аверроес також з'являється як герой роману Рушді, «Два роки вісім місяців і двадцять вісім ночей».
- Рід рослин Averrhoa названий на його честь.
- Місячний кратер, ібн Рушд, також був названий на його честь.
- Мусульманський поп-музикант Карім Салама в 2007 році написав і виконав пісню під назвою «Арістотель і Аверроес».
- Про Аверроеса розповідається в фільмі Юсефа Шахіна «Доля мудреця» («Al Massir», 1997).
- Премія Аверроес за свободу думки — вручається з 1999 року, названа на честь Аверроеса.
- 8318 Аверроес — астероїд, названий на честь філософа[4].